# Хеннингсвер
Хеннингсвер (норв. Henningsvær) — рыбацкая деревня в коммуне Воган, фюльке Нурланн в Норвегии. Находится возле острова Ауствогёя, одного из островов Лофотенского архипелага.

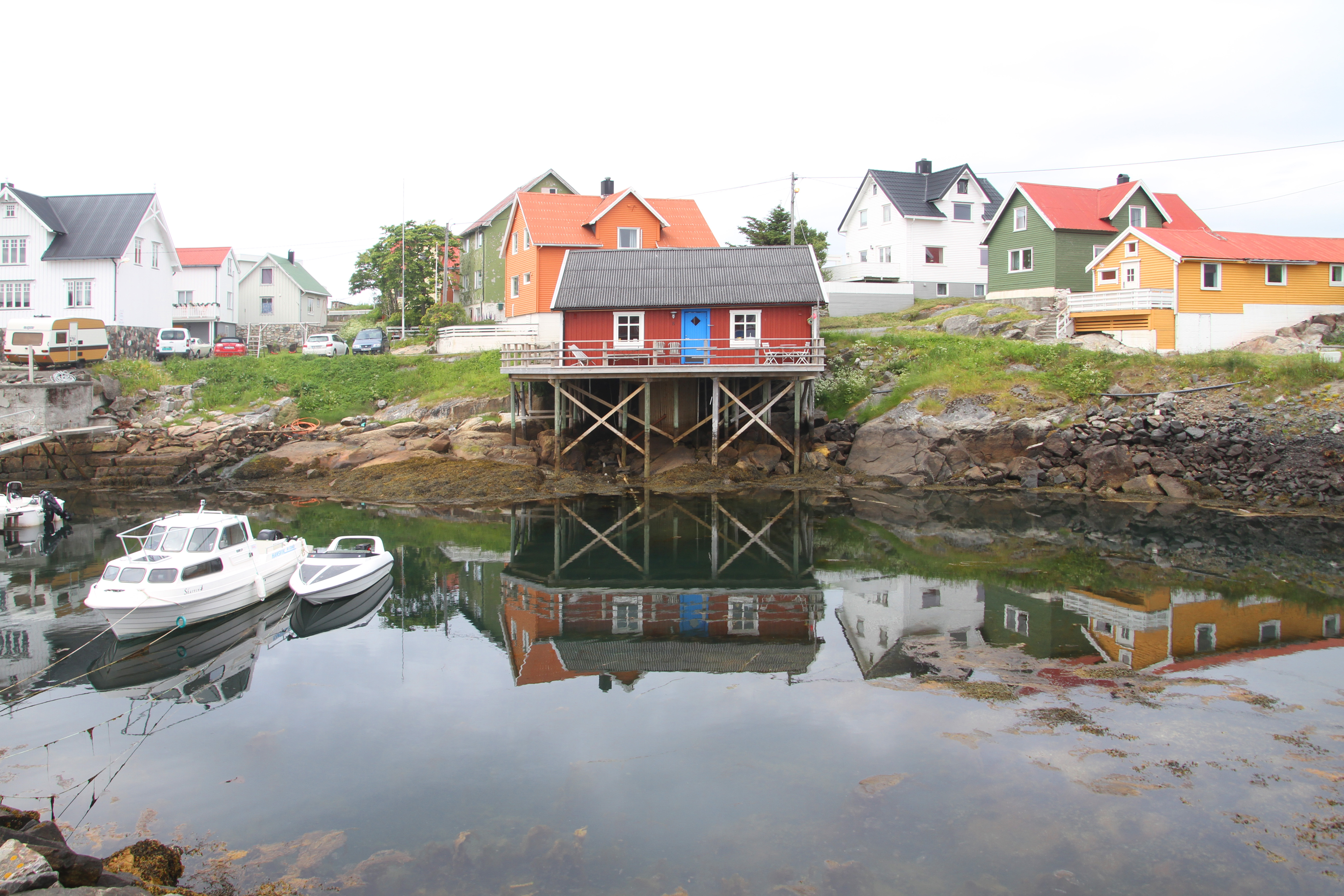
Хеннингсвер

С островом Ауствогёя деревня соединена мостом Хеннингсвер.
Деревня пользуется большой популярностью у туристов из-за традиционной архитектуры рыболовецкой деревни.
Ближайший город — Свольвер.